# 九四式対空二号無線機

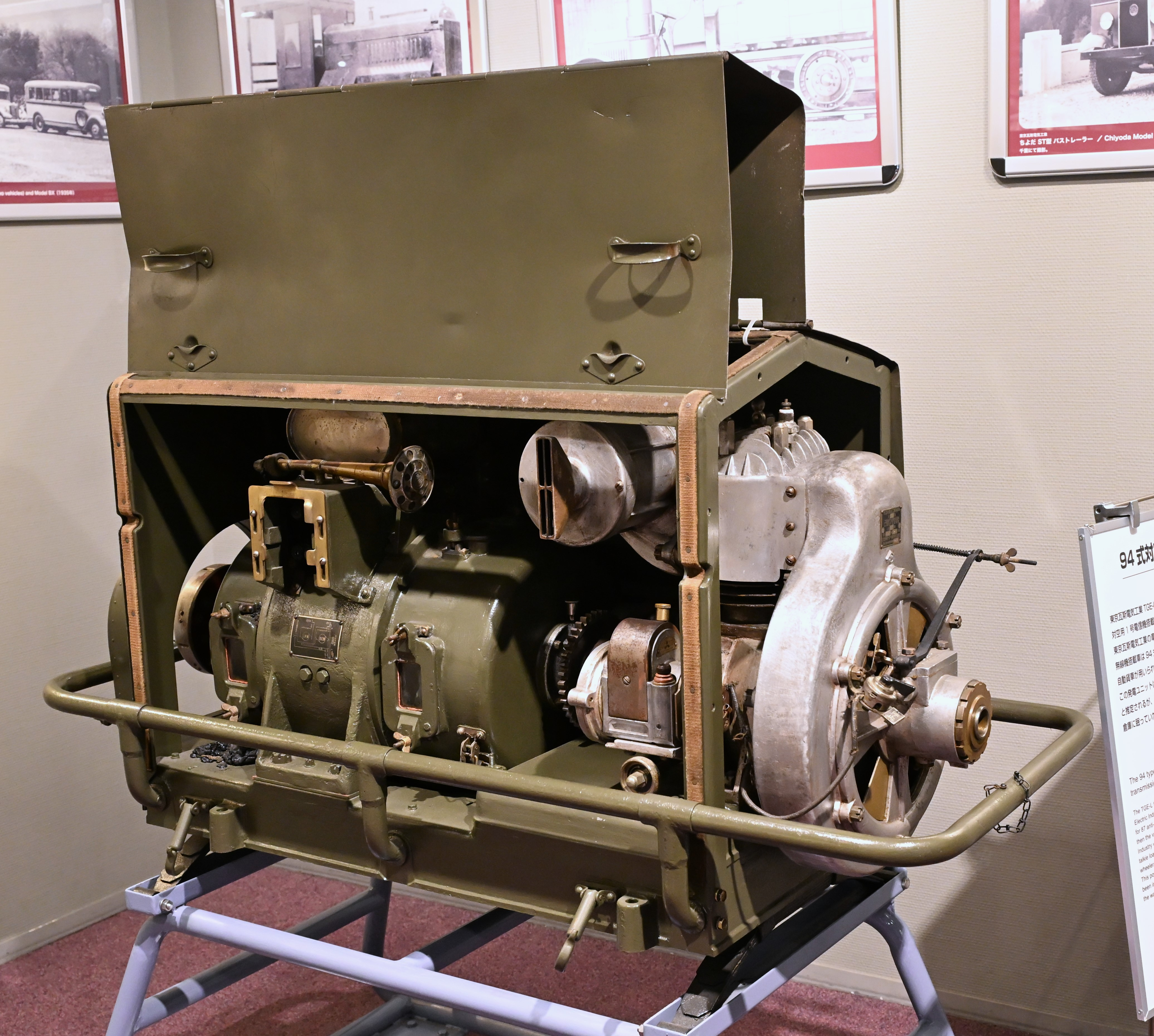
日野オートプラザに展示される九四式対空二号無線機用の二四号F型発電機（タカタモーター製作製）

九四式対空二号無線機（きゅうよんしきたいくうにごうむせんき）は、大日本帝国陸軍が開発した対空用無線機。通信距離600kmの遠距離対空通信に使用した。全備重量は840kg。三九式輜重車丙4輌、または自動貨車1輌に積載して移動する。
審査開始は昭和6年度からである。主に短波を用いる対中距離飛行機用機材で、電信通信距離150kmを目標とした。昭和7年度、審査要件に変更はなかったが、十五号機の性能に適応するよう通信距離を改めた。昭和8年度、試作機材を用いて試験を行ったところ、無線電話機能を加えること、距離70km以内での対空電話通信に適することが確認された。電話機能を向上するよう研究を進めてさらに試作を行った。研究方針は以下の通りで、主として短波を用い、十五号機の電信電話能力に対応すること、十六号機の電話機能に対応すること、移動については一馬曳輜重車4輌または自動貨車一台にて運搬できることである。
昭和9年1月には満州北部での冬期試験を実施した。この試験では保温法を講じるか、耐寒乾電池を使用しなければ酷寒での使用は困難であると判定された。7月、航空連合演習において対戦闘機通信を実施したところ所期の性能が確認された。同月の満州北部での雨期炎熱試験では、気温による通信能力に対する影響は認められなかった。
昭和10年1月には下志津陸軍飛行学校と大刀洗飛行第四連隊との間で通信試験を行い、所期の性能を発揮した。3月には短期に製造が可能であることが確認された。11月、陸軍航空本部は仮制式制定の上申を認め、12月に上申が行われた。

## 構成
通信機、発電装置、空中線材料、付属品、材料から構成される。高さ約12mの電柱2本を立て、長さ約25mのワイヤーを吊して空中線とした。また地線として同じ長さのワイヤーを数条地上に設置した。
通信機は送信装置と受信装置から構成される。
送信装置内容
- 送信機・水晶制御または主発振によって電信と電話送信を行う。周波数範囲は950から7,500キロサイクル毎秒。
- 付属品・変調器、手入具
- 予備品・交換用部品

受信装置内容
- 受信機・九四式対空一号無線機と同様
- 付属品・話器、手入具
- 予備品・交換用部品

発電装置内容
- 発動機・竪型空冷式単気筒二行程、2,600回転時に出力5馬力
- 直流発電機・定格出力は高圧1.1kw、低圧192w、定格電圧は高圧2,200ボルト、低圧12ボルト、定格電流は高圧0.5アンペア、低圧16アンペア
- 配電盤・電力配給および電流電圧制御に使用。
- 付属品・回転計、分解工具
- 予備品・交換用部品

空中線材料内容
- 25mワイヤー
- 付属品・照明用具、絶縁計など計測器類、送信用操縦機、中継器などの遠隔装置、収納用の箱10個
- 材料・補修材料